# 誤謬の一覧
誤謬の一覧（ごびゅうのいちらん、英: List of fallacies）とは、議論の構築において無効または誤った推論を使用することのリストである。あらゆる形態の人間のコミュニケーションには誤謬が含まれる可能性がある。
誤謬はその多様性から分類が難しい。それらは構造（形式的誤謬）または内容（非形式的誤謬）によって分類できる。非形式的誤謬は、より大きなグループであり、不適切な前提、誤った一般化、因果関係の割り当ての誤り、関連性など、様々なカテゴリーに細分化される。
誤謬の使用は、話者の共通の合意を達成するという目標が、健全な推論を利用することよりも重要である場合に一般的である。誤謬が使用される場合、前提は十分に根拠がなく、結論は証明されていない（ただし必ずしも偽ではない）、そして議論は健全ではないと認識されるべきである。

## 形式的誤謬
形式的誤謬は論証の形式における誤りである。すべての形式的誤謬は非連関の一種である。
- 蓋然性への訴え（英語: Appeal to probability） – 何かがおそらくそうであろう（あるいはそうかもしれない）という理由でそれを当然のこととして受け入れること[3][4]
- 誤謬に基づく論証（英語: Argument from fallacy） （fallacy fallacyとしても知られる） – 特定の「結論」に対する「議論」が誤謬的であれば、「結論」自体が偽であるという仮定[5]
- 基本比率の誤謬（英語: Base rate fallacy） – 事前確率の影響を考慮せずに、条件付き確率に基づいて確率判断を行うこと[6]
- 連言錯誤 – 複数の条件を同時に満たす結果が、それらのうちの1つだけを満たす結果よりも確率が高いという仮定[7]
- 非連関誤謬（英語: Non sequitur (fallacy)） – 結論が前提から論理的に導かれない場合[8]
- 仮面の男の誤謬（英語: Masked-man fallacy） （不正な同一性の代入） – 真の文における同一の指示子の代入が偽の文につながる可能性がある[9]

### 命題的誤謬
命題的誤謬は複合命題に関する誤りである。複合命題が真であるためには、その構成部分の真理値は、その中に現れる関連する論理的接続詞（最も一般的には：[かつ]、[または]、[ない]、[ならば]、[当且つ当に限る]）を満たす必要がある。以下の誤謬は、真理値が保証されておらず、したがって真の結論を導き出すことが保証されない関係を含む。

命題論理的誤謬の種類：
- 選言肯定 – 論理的選言の一方が真であるため、他方が偽でなければならないと結論付けること; 「AまたはB; A、よってBではない」[10]
- 後件肯定 – 前件（英語版）が真であると主張されるのは、条件文の後件（英語版）が真であるためである; 「もしA、ならばB; B、よってA」[10]
- 前件否定 – 後件が偽であると主張されるのは、条件文の前件が偽であるためである; 「もしA、ならばB; Aではない、よってBではない」[10]

### 量化の誤謬
量化の誤謬は、前提の量化子が結論の量化子と矛盾している論理における誤りである。

量化の誤謬の種類：
- 存在的誤謬 – 全称前提と特称結論を持つ議論[11]

### 形式的三段論法の誤謬
三段論法的誤謬 – 三段論法で発生する論理的誤謬。
- 否定的前提からの肯定的結論（英語: Affirmative conclusion from a negative premise）  – 範疇的三段論法が肯定的結論を持つが、少なくとも1つの否定的前提がある[11]
- 排他的前提の誤謬（英語: Fallacy of exclusive premises） – 両方の前提が否定的であるため無効である範疇的三段論法[11]
- 四個概念の虚偽 – 四つの用語を持つ範疇的三段論法[12]
- 不正な大概念（英語: Illicit major） – 大前提では大概念が分配されていないが、結論では分配されているため無効である範疇的三段論法[11]
- 不正な小概念（英語: Illicit minor） – 小前提では小概念が分配されていないが、結論では分配されているため無効である範疇的三段論法[11]
- 肯定的前提からの否定的結論（英語: Negative conclusion from affirmative premises） または（illicit affirmative） – 範疇的三段論法が否定的結論を持つが、前提は肯定的である[11]
- 非分配中概念の誤謬（英語: Fallacy of the undistributed middle） – 範疇的三段論法において中概念が分配されていない[13]
- 様相の誤謬（英語: Modal fallacy） – 必要性と十分性の混同。条件Xは、XがYの可能性のためにさえ必要とされる場合、Yにとって必要条件である。Xはそれ自体でYをもたらすわけではないが、Xがなければ、Yは存在しない。例えば、酸素は火にとって必要である。しかし、酸素がある所ならどこでも火があると仮定することはできない。条件Xは、それ自体でYをもたらすのに十分である場合、Yにとって十分条件である。例えば、バスに乗ることは職場に行くための十分な交通手段である。しかし、車、タクシー、自転車、徒歩など、使用できる他の交通手段もある。
- 様相スコープの誤謬（英語: Modal scope fallacy） – 結論に不当な必然性の程度が置かれる。

## 非形式的誤謬
非形式的誤謬 – 十分に根拠のある前提がないために論理的に健全ではない議論
- 信じがたさに基づく議論（英語: Argument from incredulity） – 何かが真であると想像できず、したがってそれが偽であると判断する場合、あるいは逆に、どのようにそれが偽になりうるかを見ることができないので、それは真でなければならないと主張する場合[15]
- 中庸への訴え  – 二つの立場の間の妥協が常に正しいと仮定すること[16]
- 連続性の誤謬 （顎ひげのパラドックス、テセウスの船） – 主張が不正確であるという理由で不適切に拒絶すること[17]
- 相関関係に基づく誤謬（英語: Correlative-based fallacies）
  - 抑圧された相関関係（英語: Suppressed correlative） – 一方の選択肢が不可能になるように相関関係が再定義される（例：「私はジョンより痩せているから太っていない」）[18]
- 定義者の誤謬（英語: Definist fallacy） – 議論で使用される用語を偏った方法で定義すること（例えば、「偏った用語」を使用する）。議論をする人は、聞き手が提供された定義を受け入れ、議論に反論するのを難しくすることを期待している[19]
- 神の誤謬（英語: Divine fallacy） または（argument from incredulity） – 何かが非常に驚異的または素晴らしいために、それが優れた神、異星人、または超常的な力の結果でなければならないと論じること[20]
- 二重計算（英語: Double counting (fallacy)） – 確率的推論において事象や出来事を複数回数えることで、すべてのケースの確率の合計が1を超える結果となること。
- 曖昧さ – どの意味が意図されているかを特定せずに、複数の意味を持つ用語を文で使用すること[21]
  - 曖昧な媒概念（英語: Ambiguous middle term） – 複数の意味を持つ媒概念を使用すること[22]
  - 定義の後退 – 異議が提起されたときに単語の意味を変えること[23] 議論の中で用語の一般的な定義を使って反論された場合、議論者がその用語の異なる定義を提示し、それによって議論を否定するための異なる証拠を要求するときなど、ゴールポストの移動（下記参照）と組み合わされることが多い。
  - 塁と城郭の誤謬（英語: Motte-and-bailey fallacy） – 類似の特性を持つ二つの立場を混同すること、一方は控えめで防御しやすい（「塁」）、もう一方はより論争的（「城郭」）[24] 議論者はまず論争的な立場を述べるが、異議を唱えられると、控えめな立場を主張していると述べる[25][26]
  - 強調の虚偽（英語: Accent (fallacy)） – どの単語に強調が置かれるかを特定しないことによって文の意味を変えること。
  - 説得的定義 – 用語の「真の」または「一般的に受け入れられている」意味を使用していると主張しながら、実際には一般的でない、または変更された定義を使用すること。
- 生態学的誤謬（英語: Ecological fallacy） – その実体が属するグループについて収集された集計統計のみに基づいて、実体の性質について推論すること[27]
- 語源的誤謬（英語: Etymological fallacy） – 単語やフレーズの元の、または歴史的な意味が、現在の実際の用法と必然的に類似していると仮定すること[28]
- 合成の誤謬 – 全体の一部について真であることが全体についても真でなければならないと仮定すること[29]
- 分割の誤謬 – 複合物について真であることが、その全ての部分または一部についても真でなければならないと仮定すること[30]
- 虚偽の帰属（英語: False attribution） – 議論を支持するために無関係、無資格、無名、偏見のある、または捏造された情報源に訴えること。
  - 文脈を無視した引用  – 意図された意味を歪めるために、単語を元の文脈から選択的に抜粋すること[31]
- 偽りの権威（英語: False authority）  または（single authority） – 疑わしい資格を持つ専門家を使用したり、製品やアイデアを宣伝するために一つの意見だけを使用したりすること。権威に訴える論証に関連する。
- 誤った二分法 （誤った二分法、二分法の誤謬、白黒の誤謬） – 実際にはより多くの選択肢があるにもかかわらず、二つの選択肢だけが提示される[32]
- 誤った等価関係 – 実際には等価でない二つ以上の文を事実上等価であると描写すること。
- フィードバック誤謬 – 評価の源が無関心な当事者であることを確認せずに、改善の基礎として使用される評価の客観性を信じること[33]
- 歴史家の誤謬（英語: Historian's fallacy） – 過去の意思決定者が、その決定を後に分析する人々と同一の情報を持っていたと仮定すること[34] これは現在主義（英語版）と混同しないように注意すること。現在主義では、現在の考えや視点が時代錯誤的に過去に投影される。
- 歴史的誤謬（英語: Historical fallacy） – 特定のプロセスが実行されたためにのみ特定の結果が生じたと信じること。しかし、そのプロセスは実際には結果と無関係かもしれない[35]
  - ベーコン主義の誤謬 – 歴史家が個々の歴史的証拠から「全体の真実」を帰納的に得ることができると想定すること。「全体の真実」とは、「すべてについて何か」、「何かについてすべて」、または「すべてについてすべて」を学ぶことと定義される。実際には、歴史家は「何かについて何かを知ることだけを望むことができる」[36]
- ホムンクルスの誤謬 – 説明のために「仲介者」を使用すること; これは時々退行的な仲介者につながる。それは概念をその実質的な性質を説明せずに概念自体の観点から説明する（例：思考を、頭の中の小さな思考者—ホムンクルス—によって生産されるものとして説明することは、単に中間的な行為者を特定するだけで、思考の産物やプロセスを説明しない）[37]
- 紛争のインフレ – 知識の分野の専門家がその分野内の特定の点について意見が一致しない場合、結論に達することができない、またはその知識分野の正当性が疑わしいと論じること[38][39]
- ウィスキーがもし（英語: If-by-whiskey） – 感情的に敏感であいまいな用語を使って、問題の両側を支持する議論。
- 不完全な比較（英語: Incomplete comparison） – 完全な比較を行うための十分な情報が提供されていない。
- 意図性の誤謬（英語: Intentional Fallacy） – 表現の究極的な意味は、コミュニケーションが発信された人の意図と一致していなければならないという主張（例えば、著者がそうあるべきではないと意図した場合、広く露骨な寓意として受け取られるフィクション作品はそのように見なされるべきではない）[40]。
- やかん論法（英語: Kettle logic） – 立場を守るために複数の、共同で矛盾する議論を使用すること。
- 遊戯的誤謬（英語: Ludic fallacy） – 非規制のランダムな出来事未知の未知が事象の発生する確率に影響を与える可能性があることを考慮に入れないこと[41]
- 労働塊の誤謬 – 経済内には固定量の仕事があり、それを配分してより多くまたはより少ない仕事を作り出すことができるという誤解[42]
- マクナマラの誤謬 （定量的誤謬） – 定量的観察（測定、統計的または数値的値）のみを使用して議論を行い、品質（特性、機能、または関係）に焦点を当てた主観的情報を無視すること。
- 心理的投影の誤謬（英語: Mind projection fallacy） – 自分の主観的なものの見方や理解は、個人的な知覚ではなく、対象の固有の特性を記述していると仮定すること。
- 道徳主義的誤謬 – 事実と価値の区別に違反して、評価的前提から事実的結論を推論すること（例：「すべきである」から「である」を推論すること）。道徳主義的誤謬は自然主義的誤謬の逆である。
- ゴールポストの移動  – 特定の主張に応じて提示された証拠が否定され、他の（しばしばより大きな）証拠が要求される議論。
- ニルヴァーナの誤謬（英語: Nirvana fallacy） または（完璧主義の誤謬） – 完全ではないという理由で問題への解決策が拒否される。
- パッケージ・ディール（英語: Package-deal fallacy） – 本質的に異なる概念を本質的に類似しているかのように扱うこと。
- 主張による証明（英語: Proof by assertion） – 矛盾にもかかわらず命題が繰り返し述べられる; 時々アド・ノージアム（argumentum ad infinitum）と混同される。
- 検察官の誤謬（英語: Prosecutor's fallacy） – 偽の一致の確率が低いからといって、《いくつかの》偽の一致が見つかる確率が低いことを意味するわけではない[43][44]
- 過剰な証明（英語: Proving too much） – 過度に一般化された結論をもたらす議論（例：アルコールの摂取がいくつかの事例で配偶者や子供の虐待につながったため、アルコールの摂取は悪いと主張すること）。
- 心理学者の誤謬（英語: Psychologist's fallacy） – 観察者が行動的事象を分析する際に、自分の視点の客観性を前提とすること。
- 指示的誤謬[45] – すべての言葉は存在するものを指し、言葉の意味はそれらが指すものの中にあると仮定すること。対照的に、言葉は実在しない対象を指す可能性がある（例：ペガサス）、または意味はどのように使用されるかに由来する（例：部屋には「誰も」いなかった）。
- 物象化  – 抽象的な信念や仮説的な構成物を、具体的で実在する事象や物理的な実体であるかのように扱うこと（例：進化が将来世代に受け継がれる特性を選択すると言うこと; 進化は行為能力を持つ意識的な実体ではない）。
- 回顧的決定論（英語: Retrospective determinism） – ある状況下で事象が発生したためにその状況が事象を不可避にしたに違いないと信じること（例：ラッキーソックスを履いている間に誰かが宝くじに当選したため、そのソックスを履くことが宝くじ当選を不可避にした）。
- 滑り坂論法 （ラクダの鼻（英語版）） – 提案された比較的小さな最初の行動が、必然的に重大で否定的な事象をもたらす関連イベントの連鎖につながるため、許可されるべきではないと主張すること[46]
- 特別な嘆願 – 議論者が、一般的に受け入れられているルールや原則の例外を、その例外を正当化せずに引用しようとすること（例：自分の両親を殺した孤児の被告が寛大な処置を求めること）。

### 不適切な前提
- 論点先取  – 前提において議論の結論を使用すること（例：タバコを吸うことは致命的であるという理由でタバコの喫煙は致命的であると言うこと; 殺すものは致命的である）[47][48]
  - 先入観のあるラベル – それ自体は必ずしも誤謬ではないが、結論を支持するために感情的な用語を使用することは論点先取の一種である。誤謬的に使用される場合、その用語の含意は議論を特定の結論に誘導するために頼りにされる。例えば、「オーガニック食品は、農薬、除草剤、またはその他の不健康な添加物なしで栽培された安全で健康的な食品です」というオーガニック食品の広告では、「安全」と「健康的」という用語が、非オーガニック食品は安全でも健康でもないという誤謬的な含意のために使用されている[49]
- 循環論法  – 推論者が、到達しようとしていることから始める（例：すべての独身者は未婚の男性である）。
- 多重質問の誤謬  – 関係者全員によって証明または受け入れられていないことを前提とする質問をする。この誤謬は、質問が質問者のアジェンダに役立つ直接の返答を限定するように、しばしば修辞的に使用される。（例えば、「あなたは奥さんを殴るのをやめましたか、やめていませんか？」）

### 誤った一般化
誤った一般化（英語: Faulty generalization） – 弱い前提から結論に達すること。
- 偶発性（英語: Accident (fallacy)） – 一般化に対する例外が無視される[50]
  - 真のスコットランド人論法  – 反例を除外するために一般化を変更することによって、一般化を真にする[51]
- チェリー・ピッキング  – その立場を矛盾させる可能性のある関連するケースやデータを無視しながら、特定の立場を確認する個々のケースやデータを使用すること[52][53]
  - ナッツ・ピッキング  – その立場を支持する可能性のある関連するケースやデータを無視しながら、特定の立場を偽にする個々のケースやデータを使用すること。
  - 生存者バイアス – 大量の失敗を完全に無視しながら、特定のプロセスの少数の成功が積極的に宣伝される。
- 不当な類推 – 不適切な類推による論証[54]
- 早まった一般化 （jumping to conclusions） – 小さいか、あるいは代表的でないサンプルに基づいて広範な結論を下すこと[55]
- 逸話に基づく論証（英語: Argument from anecdote） – 他の貢献的証拠や推論なしに、逸話的証拠が議論として提示される誤謬。
- 帰納的誤謬（英語: Inductive fallacy） – 性急な一般化とその関連の誤謬のクラスのためのより一般的な名前。帰納の誤謬は、それをわずかにしか支持しない前提から結論が導き出されるときに発生する。
- 誤解を招く鮮明さ – それが例外的な出来事であっても、出来事を鮮明に詳細に描写することによって、それがより重要であると人々を説得すること; これはまた感情への訴えの誤謬に依存する。
- 圧倒的な例外（英語: Overwhelming exception） – 初期の声明が示唆したかもしれないものよりはるかに印象的でなくなるほど多くのケースを排除する資格を伴う正確な一般化[56]
- 思考停止のクリシェ（英語: Thought-terminating cliché） – 時々民間の知恵として通過する一般的に使用されるフレーズで、認知的不協和を抑え、思慮の欠如を隠し、他のトピックに移るなどのために使用される - しかしいずれにせよ、議論をクリシェで終わらせるためである。

### 疑わしい原因
疑わしい原因は、多くの変種を持つ一般的なタイプの誤りである。その主な基礎は、結合と因果関係の混同であり、不適切に因果関係を推論（または拒絶）するか、または観察された効果の原因を適切に調査しないことによる。
- 相関即因果の誤謬（Cum hoc ergo propter hoc、ラテン語で「これと共に、したがってこれのため」; 相関関係は因果関係を意味する） – 両方に相関関係（ある事柄の変化が、他の事柄にも影響を与える関係）があるため、一方が他方を引き起こしたとする誤った仮定[57]
  - 前後即因果の誤謬（Post hoc ergo propter hoc、ラテン語で「この後に、したがってこのため」; 時間的順序は因果関係を意味する） – Xが起こり、次にYが起こった; したがってXはYを引き起こしたとする誤った仮定[58]
  - 原因と結果の混同  – 原因と結果が逆転している。結果が原因であり、逆もまた同様であると言われる[59] 現象の結果がその根本的な原因であると主張される。
  - 共通する原因の無視
- 単一原因の誤謬（英語: Fallacy of the single cause） または（因果の過剰な単純化[60]） – 実際には、複数の共同で十分な原因によって引き起こされた可能性があるにもかかわらず、一つの単純な原因が結果を引き起こしたと仮定される。
- 隠密の誤謬（英語: Furtive fallacy） – 結果が意思決定者の不正行為によって引き起こされたと主張される。
- 呪術的思考 – 行動と出来事の間の因果関係の誤った帰属。人類学では、それは主に儀式、祈り、犠牲、およびタブーが特定の超自然的な結果をもたらすという文化的信念を指す。心理学では、それは思考だけで世界に影響を与えることができるという非合理的な信念、または何かを考えることがそれを行うことに相当するという信念を指す。

#### 統計的誤謬
- 観察による解釈の誤謬（英語: observational interpretation fallacy）は、観察研究で特定された関連性が因果関係として誤って解釈されるときに発生する。
- 回帰の誤謬 – 原因が存在しないところに原因を帰する。欠陥は自然な変動を考慮しないことである。それはしばしば特別な種類の「後法的」誤謬である。
- ギャンブラーの誤謬 – 別々の独立した出来事が別のランダムな出来事の可能性に影響を与えるという誤った信念。公平なコインが10回連続で表になった場合、これまでに裏になった回数のために「裏になるはず」という信念は誤りである[61]
  - 逆ギャンブラーの誤謬（英語: Inverse gambler's fallacy） – ギャンブラーの誤謬の逆。それは、ありそうもない結果に基づいて、プロセスが以前に何度も起こったに違いないという誤った信念である。
- P値ハッキング（英語: p-hacking） – 複数の比較や実験が実行され、最も重要なものだけが公開されたことを認識せずに、結果の重要性を信じる。
- 仕掛け庭園の小径（英語: Garden of forking paths fallacy） – 単一の実験が複数の比較効果の影響を受ける可能性がないという誤った信念。
- サンクコストの誤謬 - 既に多くの時間または労力をそれに費やしたという理由で状況を離れることを拒否すること- 例えば、既に1時間ジャンプを試みてきたため、物理的にジャンプできない壁をジャンプしようとすること。

### 関連性の誤謬
- 石に訴える論証（英語: Appeal to the stone） 、（argumentum ad lapidem） – 荒唐無稽さの証明をせずに、主張を荒唐無稽なものとして却下すること[62]
- 無敵の無知（英語: Invincible ignorance fallacy） （argument by pigheadedness） – 与えられた証拠を無視しながら、単に議論を信じることを拒否する場合[63]
- 無知に訴える論証  – 主張が偽であることが証明されていない、または証明できないため、それが真であると仮定すること、またはその逆[64]
- 信じがたさに訴える論証（英語: Argument from incredulity）  – 「どうすればこれが真であるか想像できない; したがって、それは偽でなければならない」[65]
- アド・ノージアム （argumentum ad nauseamまたはargumentum ad infinitum） – もはや誰もそれについて議論したくなくなるまで議論を繰り返し、その反対の欠如を結論の真実を支持する証拠として参照すること[66][67] 時々主張による証明（英語版）と混同される。
- 沈黙に基づく論証（英語: Argument from silence） – 権威ある情報源からのテキストまたは口頭の証拠の不在に基づいて主張が真であると仮定すること、またはその逆[68]
- 論点のすり替え  – それ自体は妥当かもしれないが、問題の問題に対処しない議論[69]

#### 燻製ニシンの誤謬
燻製ニシンの誤謬は、関連性の誤謬の主要なサブタイプの一つであり、命題が無関係または虚偽の推論を行うために誤解を招くように意図的に、または意図されている論理における誤りである。これには、実際の議論の欠如を置き換えるために、または暗黙的に議論の主題を置き換えるために意図された偽の議論に基づく論理的推論が含まれる
燻製ニシンの虚偽 – 最初の議論に対する反応として、元のトピックから注意をそらし、関連性のない第二の議論を導入すること（例：「シンクに置いていく皿について文句を言いたいなら、あなたが浴室に置いていく汚れた服はどうなの？」） 陪審裁判では、これはチューバッカ弁論として知られている。政治戦略では、これはデッド・キャット戦略と呼ばれる。
- 対人論証 – 議論ではなく、議論する人を攻撃すること。（「対人論証」は、相手の自分自身のコミットメントに基づいて議論する弁証法的戦略を指すこともある。このタイプの対人論証は誤謬ではない。）
  - 状況に基づく対人攻撃 – 議論者の個人的状況または結論を進めることから得られると認識される利益が、その結論が間違っていることを意味すると述べること[73]
  - 井戸に毒を盛る – ターゲット人物が言うすべてを信用できなくするという意図を持って、ターゲット人物について不利な情報を提示する人身攻撃のサブタイプ[74]
  - 動機に訴える論証（英語: Appeal to motive） – 提案者の動機を疑問視することによってアイデアを却下すること。
  - トーン・ポリシング – 信用を失わせる戦術として、メッセージ自体ではなく、メッセージの背後にある（またはそれに起因する）感情に焦点を当てること。
  - 裏切り者批判の誤謬（英語: Ergo decedo） 、（traitorous critic fallacy） – 批判者がそこに所属していることが批判の根本的な原因であると指摘し、批判者に所属から完全に離れるよう要求する。下記の関連付け誤謬（英語版）（有罪連帯）と混同されやすい。
  - ブルヴァリズム（英語: Bulverism） 、（psychogenetic fallacy） – 議論がなぜ使用されているかを推論し、それを何らかの心理的理由に関連付け、その結果として無効であると仮定すること。アイデアの起源が偏った心から来るならば、アイデア自体も虚偽でなければならないという仮定[38]
- 権威に訴える論証  – 主張する人の地位や権威のために、主張が真であるとみなされる[75][76]
  - 業績に訴える論証（英語: Appeal to accomplishment） – 提案者の業績に基づいて、主張が真または偽であるとみなされる。これはしばしば感情への訴えの要素も含む。
  - 宮廷人の返答（英語: Courtier's reply） – 批評家が主題について信頼性をもってコメントするために十分な知識、資格、または訓練を欠いていると主張することによって批判が却下される。
- 結果に訴える論証  – 結論は、初期の議論から注意をそらすために、ある行動方針から肯定的または否定的な結果を主張する前提によってサポートされる[77]
- 感情への訴えかけ – 有効な推論を使用して共通の合意を得るのではなく、聞き手の感情を操作すること[78]
  - 恐怖に訴える論証 – 議論における相手に対して苦痛、不安、皮肉、または偏見を生み出すこと[79]
  - お世辞に訴える論証（英語: Appeal to flattery） – 共通の合意を得るために過度または不誠実な賞賛を使用すること[80]
  - 同情論証 （argumentum ad misericordiam） – 共通の合意を得るために聞き手に同情や慈悲の感情を生み出すこと[81]
  - 嘲笑に訴える論証 – 相手の議論の長所から注意をそらすために、相手の立場を嘲笑したり、笑えるものとして述べたりすること[82]
  - 悪意に訴える論証（英語: Appeal to spite） – 議論における相手に対して聞き手に苦味や敵意を生み出すこと[83]
  - 批判的な言葉遣い（英語: Judgmental language） – 議論で侮辱的または軽蔑的な言語を使用すること。
  - プープー（英語: Pooh-pooh） – 相手の議論が考慮に値しないと述べること[84]
  - 内容より形式 – 議論を魅力的な言語で飾り、例えば韻律として理由効果（英語版）など、議論の美的な質に対するバイアスを利用すること[85]
  - 希望的観測 – 証拠や理由ではなく、想像することが楽しいかもしれないものに従って、聞き手による行動方針を議論すること[86]
- 自然に訴える論証 – 判断が「自然」か「非自然」かのみに基づいて行われる[87] 。時々「自然主義的誤謬」とも呼ばれるが、その名前の他の誤謬（「である-べきであるの誤謬」の同義語）と混同しないこと。
- 新しさに訴える論証  – ある提案が新しいまたは現代的であるという理由だけで優れているまたは良いと主張される[88] （伝統に訴える論証の反対）。
- 貧困に訴える論証（英語: Appeal to poverty） 、（argumentum ad Lazarum） – 議論者が貧しいためにある結論を支持する（または議論者が裕福であるために反論する）。（富裕に訴える論証（英語版）の反対）[89]
- 伝統に訴える論証  – 長い間真実と見なされてきたという理由だけで支持される結論[90]
- 富裕に訴える論証（英語: appeal to wealth） 、（argumentum ad crumenam） – 議論者が裕福であるためにある結論を支持する（または議論者が貧しいために反論する）[91]
- 威力に訴える論証  – 強制または力の脅威を通じて立場を支持するために行われる議論[92]
- 衆人に訴える論証 （バンドワゴン効果の誤謬、多数派論証） – 命題は、多数または多くの人々がそう信じているという理由だけで真または良いと主張される[93]
- 関連付け誤謬（英語: Association fallacy） 、連座の誤謬（guilt by association）  – 二つのものが何らかの特性を共有する（または共有すると暗示される）ため、それらが同じであると論じること[94]
- 揚げ足取り（英語: Nitpicking）、些細な反論（英語: trivial objections） – 議論の主要な要点ではなく、議論の些末な詳細に焦点を当てること[95][96]
- 根拠なき断定（英語: Ipse dixit） 、（Bare assertion fallacy） – 裏付けなしに、自明のものとして、または教条的に真実として提示される主張。この誤謬は話者の暗黙の専門性または述べられていない真理に依存する[97][98][99]
- 時代を蔑視する偏見（英語: Chronological snobbery） – あるテーゼを、他の何かが間違っていると知られている時代にも一般的に信じられていたという理由から、間違っているとみなす誤謬[100][101]
- 相対的貧困の誤謬 （「より悪い問題への訴え」または「それほど悪くない」としても知られる） – より重要だと認識される問題のために議論や不満を却下すること。 先進国の問題（英語版）はこの誤謬のサブセットである[102][103]
- 発生論の誤謬 – 何かまたは誰かの起源のみに基づいて結論が示唆され、その現在の意味や文脈は考慮されない[104]
- 私は自分の意見を持つ権利がある（英語: I'm entitled to my opinion） – 人が自分の意見を持つ権利があると主張することによって、あらゆる反対意見を信用しない。
- 道徳主義的誤謬 – 事実と価値の区別に違反して、評価的前提から事実的結論を推論すること; 例えば、あるべきことに基づいて存在することに関する声明をすること。これは自然主義的誤謬の逆である。
- 自然主義的誤謬 – 事実と価値の区別に違反して、純粋に事実的前提から評価的結論を推論すること[105][106] 自然主義的誤謬（時に自然への訴えと混同される）は道徳主義的誤謬の逆である。
  - である・べきである誤謬[107] – 存在することに基づいて、あるべきことについての結論を導き出す。
- 自然主義的誤謬の誤謬[108] （反自然主義的誤謬）[109] – 上記で言及した「である・べきである誤謬」の一般的な無効性から、「である」から「べきである」のいかなる事例も推論することが不可能であると推論すること。例えば、「である」{\displaystyle P\lor \neg P}は任意の命題{\displaystyle P}に対して「べきである」{\displaystyle P\lor \neg P}を確かに含意するが、「自然主義的誤謬の誤謬」はそのような推論を誤って無効だと宣言するだろう。「自然主義的誤謬の誤謬」は誤謬に基づく議論（英語版）の一種である。
- 藁人形論法 – 実際に議論されているものとは異なる議論を反駁すること。その際、その区別を認識または認めない[110]
- テキサスの狙撃兵の誤謬 – データの集まりを説明するために不適切に原因を主張すること[111]
- お前だって論法  – その提唱者がそれに従って一貫して行動することに失敗しているため、ある立場が偽である、間違っている、または無視されるべきであると述べること[112]
- Two wrongs don't make a right – 一つの誤りが犯された場合、別の誤りがそれを修正するという仮定[113]
- 空虚な真 – 技術的には真だが無意味な主張。「BにAがない場合、BのAはCを持たない」という形式をとる。例えば、部屋に携帯電話がない場合に、部屋の携帯電話はどれも電源が入っていないと主張すること。

## 関連文献
The following is a sample of books for further reading, selected for a combination of content, ease of access via the internet, and to provide an indication of published sources that interested readers may review. The titles of some books are self-explanatory. Good books on critical thinking commonly contain sections on fallacies, and some may be listed below.
- DiCarlo, Christopher (2011). How to Become a Really Good Pain in the Ass: A Critical Thinker's Guide to Asking the Right Questions. Prometheus Books. ISBN 9781616143978
- Engel, S. Morris (1994). Fallacies and Pitfalls of Language: The Language Trap. Dover Publications. ISBN 0486282740 2010年11月30日閲覧。
- Hamblin, C. L. (2004). Fallacies. Methuen & Co.. ISBN 0416145701
- Hughes, William; Lavery, Jonathan (2004). Critical Thinking: An Introduction to the Basic Skills (4th ed.). Broadview Press. ISBN 1551115735 2010年11月30日閲覧。
- Paul, Richard; Elder, Linda (2006). Thinker's Guide to Fallacies: The Art of Mental Trickery. Foundation for Critical Thinking. ISBN 9780944583272.  オリジナルの5 July 2014時点におけるアーカイブ。 2010年11月30日閲覧。
- Sinnott-Armstrong, Walter; Fogelin, Robert (2010). Understanding Arguments: An Introduction to Informal Logic (8th ed.). Wadsworth Cengage Learning. ISBN 9780495603955 2010年11月30日閲覧。
- Thouless, Robert H. (1953). Straight and Crooked Thinking. Pan Books 2010年11月30日閲覧。
- Tindale, Christopher W. (2007). Fallacies and Argument Appraisal. Critical Reasoning and Argumentation. Cambridge University Press. ISBN 9780521842082 2010年11月30日閲覧。
- Wilson, David Carl (2020). A Guide to Good Reasoning: Cultivating Intellectual Virtues (2nd ed.). University of Minnesota Libraries. ISBN 9781946135667 Creative Commons Attribution-Non-Commercial 4.0 International License